# Lintgen
Lintgen är en kommun och en liten stad i centrala Luxemburg. Den ligger i kantonen Mersch och distriktet Luxemburg, i den centrala delen av landet, 12 kilometer norr om huvudstaden Luxemburg. Antalet invånare är 2 798. Arean är 15,3 kvadratkilometer.
Terrängen i Lintgen är platt åt sydost, men åt nordväst är den kuperad.

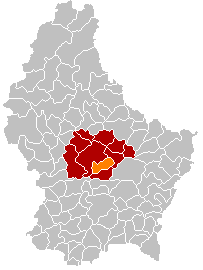
Lintgen markerad med orange i karta över Luxemburg

I omgivningarna runt Lintgen växer i huvudsak blandskog. Runt Lintgen är det mycket tätbefolkat, med 1 135 invånare per kvadratkilometer.